# Марко Новаковић (кајакаш)
Марко Новаковић (Сента, 4. јануар 1989) је српски кајакаш специјалиста за дисциплину К-1 200м.
Услед промене учесничких квота за Олимпијске игре добио позив за учешће у Лондону у дисциплини К-1 200 метара. Након изненадног позива заблистао је на ЕП у Загребу и баш у тој дисциплини, К-1 спринту, освојио златну медаљу на сениорском ЕП у Загребу.
Годину дана пре тога освојио је бронзу на млађесениорском ЕП, одржаном такође у главном граду Хрватске.
Члан је Кајакашког клуба Бечеј.
На Олимпијским играма у Лондону 2012. заузео је 7. место.
Освојио је друго место на Европском првенству у Рачицама у дисциплини двоседу (к-2 200м) са партнером Небојшом Грујићем 2015. године.
На Светском првенству одржаном у Дуизбургу у Немачкој је светски шампион у двоседу са својим партнером Небојшом Грујићем на 200м.